# Huizer meisje onder een boom
Huizer meisje onder een boom is een olieverfschilderij van de Nederlandse kunstschilder Richard Roland Holst, geschilderd in 1892-1893. Het doek bevindt zich sinds 1938 in de collectie van het Rijksmuseum Amsterdam, uit het legaat van de schilder zelf.

## Thema
Aan het einde van de negentiende eeuw vonden veel Nederlandse (en ook buitenlandse) schilders een soort van nieuwe madonna's in de in klederdracht gestoken meisjes uit streng gelovige dorpen als Katwijk aan Zee, Volendam, Laren en Huizen. Volgens zijn vrouw Henriette was Roland Holst gefascineerd door dergelijke vrouwen "in de zijden kledij die aan de kostuums uit de Memlingtijd doen denken".
In zijn motiefkeuze werd Roland Holst mogelijk beïnvloed door zijn vriend Jan Veth, die in 1892 al een portret maakte van een meisje uit Huizen (Heintje). Veth en Roland Holst vonden in de Huizer meisjes een soort van reinheid terug, vergelijkbaar met de werken van Paul Gauguin enkele jaren eerder in Bretagne.
Van 1893 tot 1896 zou Roland Holst een grote hoeveelheid schilderijen en vooral litho's maken met Huizer meisjes. De critica Bettina Polak schreef erover: "Het Huizer meisje doet zich hier voor als een welhaast boven iedere tijdelijkheid en willekeur verheven verschijning. Ze lijkt getransformeerd tot symbool van de lente des levens, tot zinnebeeld van een nieuw ontluiken".

## Afbeelding
Huizer meisje onder een boom toont een meisje in lokale klederdracht, tegen een boom gezeten, bij een vijver. Het werk markeert de overgang in het werk van Roland Holst van een realistische naar een symbolistische werkwijze. Hij lijkt in de uitwerking dan ook nog een beetje op twee gedachten te hinken: het meisje is sterk gestileerd, met harde contourlijnen, afgebakende kleurvlakken en een tweedimensionaal, bijna zwevend aanzien. Het landschap en de grond waarop het meisje zit kenmerken zich daarentegen door een grote precisie: de vijver, de bloeiende boomgaard met schapen, het gras en de bomen zijn weliswaar wat vaag maar tegelijkertijd heel realistisch uitgewerkt.
Het schilderij lijkt iets onafs te hebben, alsof Roland Holst het onvoltooid heeft gelaten. Sommige delen, zoals het gelaat van het meisje, zijn nauwelijks uitgewerkt. Opvallend is ook dat het werk tegen de gewoonte van de kunstenaar in niet gesigneerd is. Wel is er rechtsonder een rondje zichtbaar, waarin hij mogelijk een organogram heeft willen zetten à la Dante Gabriel Rossetti en zoals hij bijvoorbeeld in dezelfde periode ook deed in zijn lithografie Helga's intrede. De mogelijke ontevredenheid van Roland Holst zou kunnen zitten in de geschetste tweeslachtigheid in het schilderij, waar net dat ambigue tegenwoordig wordt gezien als een aspect dat het werk een extra dimensie geeft.